# Kirkia; The Zimbabwe Journal of Botany
Kirkia; The Zimbabwe Journal of Botany (abreviado Kirkia (revista)) es una revista ilustrada con descripciones botánicas que es editada en Salisbury (Zimbabue). Se publica desde el año 1960 con el nombre de Kirkia; The Zimbabwe Journal of Botany. Harare, Zimbabwe.